# 景泰街道
景泰街道（けいたいがいどう）は、広州市白雲区の街道。現行行政地名は景泰街道景泰西社区、景泰街道景泰北社区などの社区17個がある。

## 地理
広州市白雲区の南部に位置している。

## 行政区画
17社区を管轄する。

## 施設

### 交通
・地下鉄の駅：